# Supunna albomaculata
Supunna albomaculata är en spindelart som först beskrevs av William Joseph Rainbow 1902.  Supunna albomaculata ingår i släktet Supunna och familjen flinkspindlar.
Artens utbredningsområde är New South Wales. Inga underarter finns listade i Catalogue of Life.